# Thomas Henzinger
Thomas Henzinger (né le 8 décembre 1962) est un informaticien autrichien spécialisé dans le domaine des méthodes formelles.

## Biographie
Il est né en décembre 1962. Après avoir obtenu son diplôme d'ingénieur en informatique de l'université Kepler de Linz, en Autriche et un M.Sc. en informatique et sciences de l'information de l'Université du Delaware, il devient doctorant à l'université de Stanford, en Californie aux États-Unis, dont il est diplômé en 1991. 
Professeur assistant à l'université Cornell de 1992 à 1995, il fut aussi directeur de l'Institut Max-Planck d'informatique en 1999 à Sarrebruck en Allemagne, puis professeur à l'université de Berkeley jusqu'en 2004. À partir de 2004, il est professeur au département d'informatique de l'École polytechnique fédérale de Lausanne (EPFL). Il a été élu fellow de l'IEEE à partir du 1er janvier 2006. Depuis 2009, il préside l'Institute of Science and Technology Austria. En 2012, il reçoit le titre de docteur honoris causa de l'Université Joseph-Fourier - Grenoble 1.
Il reçoit le prix EATCS en 2019.

## Recherche
Il a mis au point des méthodes pour détecter les bogues et les erreurs dans les programmes informatiques. Il a travaillé sur ce sujet à l'université de Californie à Berkeley. Il a également co-développé un langage informatique qui élimine les sources d'erreurs de synchronisation, déterminantes dans la fiabilité des systèmes de navigation des avions, par exemple : « si un système se bloque à un moment critique du contrôle du vol, cela peut être un désastre ».